# Daniel Swarovski
Daniel Swarovski (Georgenthal bei Gablonz, Reino de Bohemia, hoy República Checa, 24 de octubre de 1862- Wattens, Austria, 1956) fue el creador de una máquina de corte eléctrico de cristales y — a raíz de este invento — fundador de la compañía de joyería de cristal Swarovski en 1895.

## Biografía

### Juventud
Swarovski nació en Georgenthal bei Gablonz, Bohemia, Imperio austríaco (en la actualidad Jiřetín pod Bukovou, República Checa), hijo de Franz Anton Swarovski y Helene Swarovski. Este lugar se encontraba en los montes Jizera, a 20 km de la actual frontera con Polonia. Como muchos trabajadores de aquel lugar, su padre era cortador de cristal, y Swarovski aprendió primero la artesanía del corte del cristal en la pequeña fábrica de su padre. Se educó en París y en Viena, donde conoció a Frantisek Krizik, y se interesó por el sector eléctrico en la Exhibición de Electricidad de Viena de 1883.

### Vida profesional

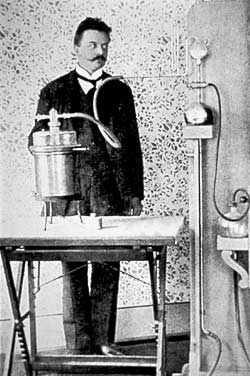
Swarovski en 1891.

En 1892, patentó una máquina de corte eléctrica que facilitaba la producción de joyería de cristal de plomo, que hasta entonces se cortaba a mano. En el 1895 se marchó a Austria y se asoció con Armand Kosman y Franz Weis, creando la empresa A. Kosmann, D. Swarovski & Co. Construyeron una fábrica de corte de cristal en Wattens, región del Tirol, para aprovechar la central hidroeléctrica local para los procesos de corte de los materiales, con gran consumo energía eléctrica, que Swarovski había patentado.
La empresa originalmente se llamó A. Kosmann, Daniel Swarovski & Co., siendo posteriormente referida como K. S. & Co.. En la actualidad, la marca se conoce como Swarovski. 
En 1919, Daniel Swarovski fundó la Compañía Tyrolit, para emplear las herramientas de esmerilado y pulido de su negocio de cristal en otros mercados. En 1949, su hijo Wilhelm Swarovski fundó Swarovski Optik K. G. en Absam, región de Tirol.

### Vida personal
En 1887, Daniel Swarovski se casó con Marie Weis, la hermana de su socio Franz Weis, y tuvo tres hijos: Fritz, Alfred y Wilhelm.

## Galardones
- Caballero de la Orden de San Gregorio Magno.
- Gran Emblema del Orden al Mérito de la República de Austria.
- Medalla de Julius Raab.
- Miembro honorario de la Universidad Leopold-Franzens de Innsbruck.